# Гленн Кертісс

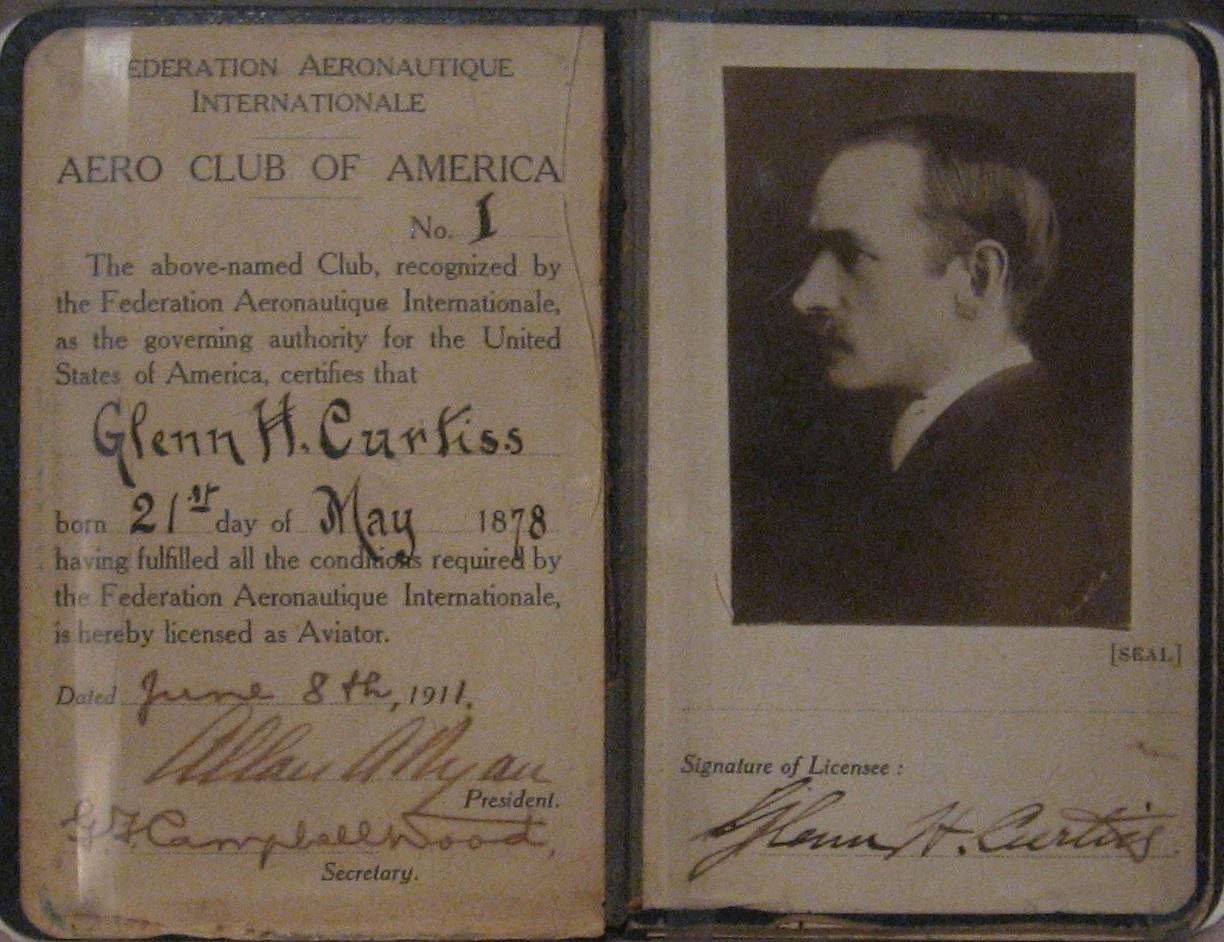
Посвідка пілота Гленна Кертісса

Гленн Ге́ммонд Ке́ртісс (англ. Glenn Hammond Curtiss; 21 травня 1878, Гаммондспорт, штат Нью-Йорк, США — 23 липня 1930, Баффало, США) — американський піонер авіації. Почавши з кар'єри велогонщика, Кертіс перемкнувся на мотоцикли і мотоспорт, а згодом, зайнявся (1904) розробленням двигунів для літальних апаратів. У 1908 він приєднався до новаторської дослідницької групи «Aerial Experiment Association», очолюваної Александером Беллом і почав будувати літальні апарати. Г. Кертісс є засновником «Curtiss Aeroplane and Motor Company» (тепер — частина компанії «Curtiss-Wright Corporation»), компанії яка заклала основи військового авіабудування у США.

## Молоді роки і початок кар'єри
Кертісс народився у 1878 році у Гаммондспорті (штат Нью-Йорк) у сім'ї Френка Річмонда Кертісса й Луа Ендрюс. Незважаючи на те, що він отримав лише вісім класів освіти, його ранній інтерес до механіки та винахідництва проявився уже за першим місцем праці в «Eastman Dry Plate and Film Company» (згодом «Eastman Kodak Company») у Рочестері (штат Нью-Йорк). Тут він знайшов спосіб адаптувати трафаретну машину для використання на заводі, а після цього сконструював просту фотокамеру для навчання фотографії.
7 березня 1898 Кертісс одружився з Леною Пірл Нефф (англ. Lena Pearl Neff), дочкою Гі Л. Неффа, з Логанспорту (штат Індіана). У пари було двоє дітей. Перший син Карлтон Н. Кертісс помер у дитинстві, другий син Гленн Геммонд Кертісс прожив з 1912 до 1969.

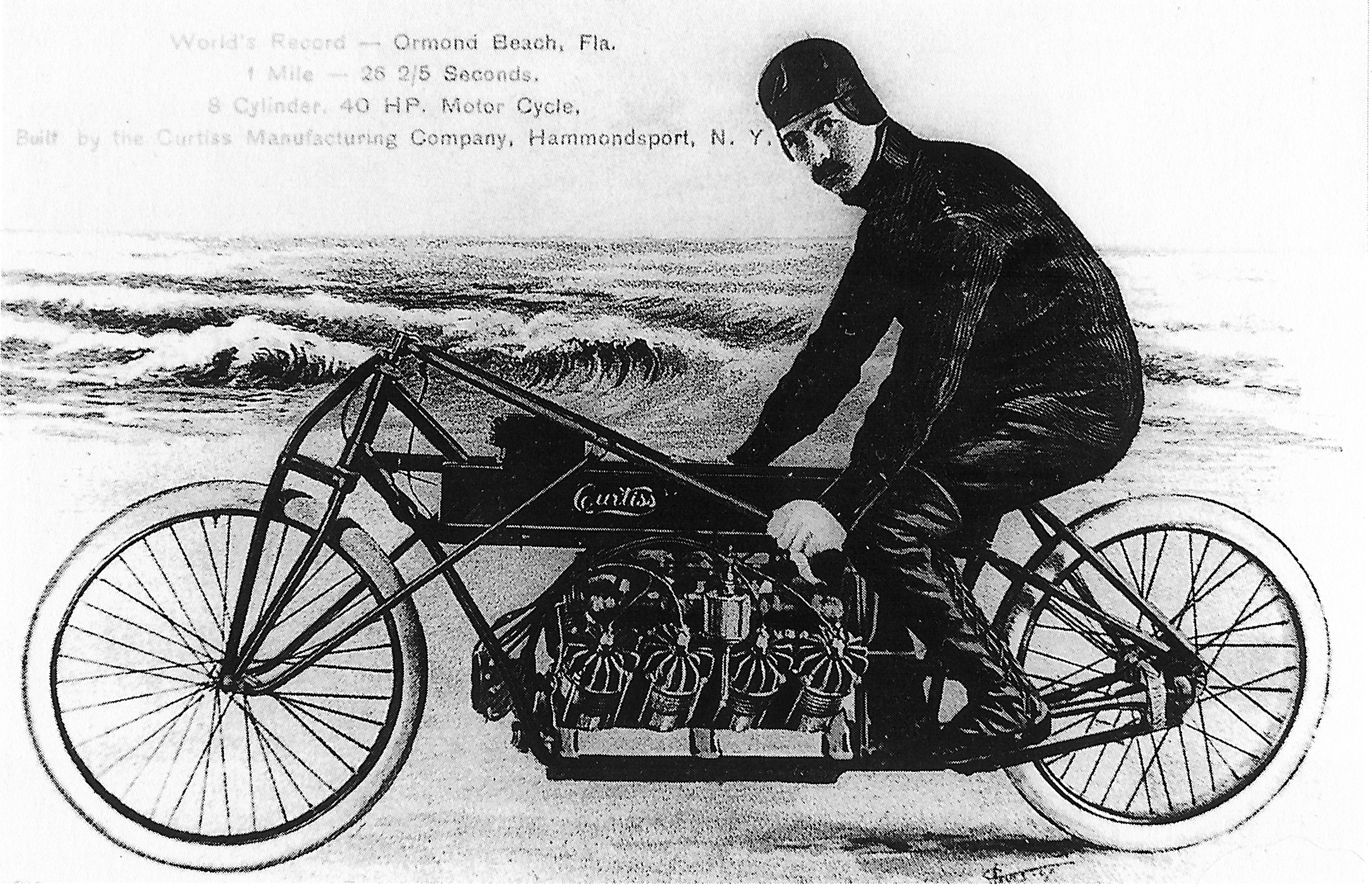
Гленн Кертісс на своєму «Curtiss V-8 motorcycle» у 1907

Кертісс розпочав свою кар'єру велогонщиком, посильним Western Union, і у підсумку, власником велокрамниці. З появою двигунів внутрішнього згоряння його інтерес перемістився на мотоцикли. Він почав виготовляти мопеди з одноциліндровим двигуном внутрішнього згоряння власної конструкції, у якому на початках використовувалась бляшанка з-під помідорів як основа для виготовлення карбюратора.
У 1903 Кертісс встановив на мотоциклі рекорд швидкості — 103 км/год на дистанції в одну милю (1,6 км). У 1905 засновує «G.H. Curtiss Manufacturing Company, Inc.». У 1907 він на мотоциклі власної конструкції з двигуном V8 встановив новий світовий рекорд швидкості — 219,45 км/год. На той час Кертісс та його компанія уже стає головним виробником спортивних мотоциклів у США.

## Співробітництво з братами Райт
У серпні 1906 Кертісс здійснив політ з повітроплавцем Томом Болдуїном на його дирижаблі у Дейтоні (Огайо), під час якого від відвідав братів Райт (після того як вони допомогли пришвартувати дирижабль) й обговорив з ними питання, пов'язані з авіаційними двигунами та пропелерами, що цікавили обидві сторони.

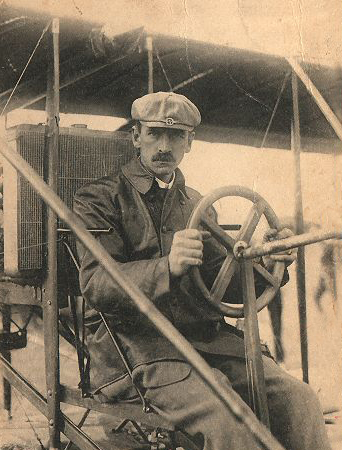
Кертіс на сувенірній листівці з Grande Semaine d'Aviation, 1909

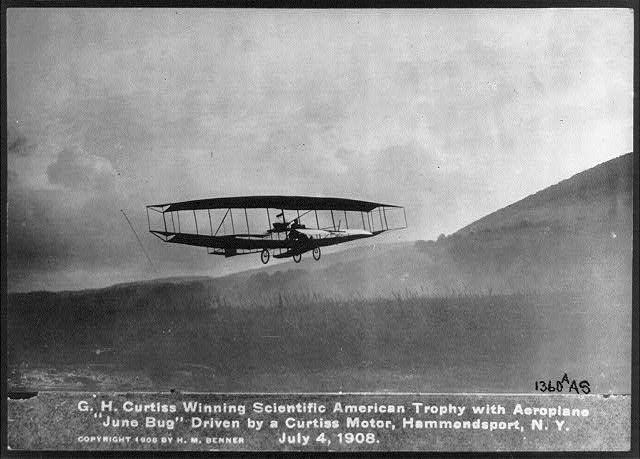
«June Bug», пілотований Кертіссом під час історичного призового польоту

Оскільки Кертісс виготовляв найлегші двигуни у США, Александер Грем Белл запропонував йому у 1907 вступити до його «Aerial Experiment Association» (AEA) для участі у створенні літака. У 1908—1910 роках група AEA збудувала чотири апарати поступово удосконалюючи їх конструкцію. Кертісс багато працював над третьою моделлю, відомою як «June Bug», і став пілотом-випробувачем цього літака. 4 липня 1908 року він зробив перший у США «офіційний» політ на апараті важчому за повітря на літаку «June Bug». Літак пролетів 5080 футів (1550 метрів) і виграв Кубок журналу «Scientific American» і приз у розмірі 2500 доларів. Побудова цього і наступних літаків втягли Кертісса у судову тяжбу з приводу порушення патентних прав братів Райт, яку він у підсумку програв у 1913.
Він став першою людиною, яка отримала ліцензію пілота від «Aero Club of America» 8 червня 1911.

## Змагання
У серпні 1909 року Кертісс взяв участь в першому авіаційному змаганні «Grande Semaine d'Aviation» у Реймсі (Франція), організованому Французьким аероклубом. На змаганнях Кертісс подолав 10-кілометрову дистанцію зі швидкістю 75 км/год, обійшовши свого конкурента Луї Блеріо, і виграв Кубок Гордона Беннетта. Це дозволило йому стати другим, після Блеріо, пілотом, ліцензованим у Європі (брати Райт стали 4-м і 5-м). Брати Райт, які у цей час намагалися продати свої машини у Берліні, не брали участі у змаганні; проте згодом вони пред'явили Кертіссу позов про порушення їхнього патенту.
У 1910 році ВМС США проявили зацікавленість щодо авіації як засобу для ведення морської розвідки, але керівництво не мало впевненості у визначенні технічних вимог до моделі, які б забезпечували добру взаємодію з військовими кораблями. Кертісс заснував підприємство у Сан-Дієго й налагодив співробітництво з ВМС США, підготував декількох пілотів та сконструював біплан «Модель D», що став першим літаком який здійнявся у повітря з короткої злітної смуги на палубі корабля. Пілот Юджин Елі стартував з легкого крейсера USS Birmingham, після злету літак здійснив посадку на суші.
Літаки швидко удосконалювались й ставали все надійнішими, роль авіації зростала і це була не лише данина моді. Кертісс був одним з піонерів авіації, який розумів, що будівництво злітно-посадкових смуг у всьому світі займе певний час, і щоб зробити перші кроки промисловість повинна була створити життєздатний літак, який міг приземлитися і злітати з поверхні води, оскільки існуючі морські порти уже були транспортними центрами. Він вирішив виготовити поплавці й прилаштувати їх до літака «Model D», щоб цей літак міг злітати з поверхні води і приводнюватися.
У 1911 Кертісс побудував гідролітак «Triad A-1», що був оснащений і колесами, і поплавцями. Цей літак одразу ж визнали настільки очевидно корисним, що він був закуплений флотами США, Росії, Японії, Німеччини й Великої Британії. Кертісс був нагороджений Призом Кольє за розробку цього літака.
У цей же період життя Кертісс познайомився з відставним офіцером британського флоту Джоном Сірилом Порте, котрий шукав партнера для побудови літака з метою участі у боротьбі за приз Дейлі Мейл за трансатлантичний переліт. У 1912 Кертісс збудував двомісний «Flying Fish», великий літак, що був класифікований як літаючий човен, так як нижня частина його корпуса в умовах плавання була занурена у воду. Кертісс вважав, що таке рішення найкраще підійде для великого далекомагістрального літака, який повинен злітати і сідати на водну поверхню, а також має бути остійним в умовах хитавиці. У співпраці з Порте у 1914 році Кертісс розробив апарат, який отримав назву «Америка», великий гідролітак з двома двигунами, що планувався для здійснення перельоту через Атлантичний океан.
Однак початок Першої світової війни зумовив повернення Джона Порте на службу у Королівський флот на Експериментальну базу гідропланів. Для потреб бази згодом були придбані декілька зразків «Америки», що отримали назву «H-4». Порте отримав ліцензію і продовжував працювати над розвитком конструкції літака, побудувавши Felixstowe, патрульний літак далекої дії. Згодом британські розробки були продані Збройним силам США, в результаті на цій основі Кертісс зміг збудувати F5L.
Завод Кертісса виготовив 68 «Великих Америк», які отримали подальший розвиток конструкції у моделі «H-12», єдиному розробленому і збудованому у США літаку, що брав участь у бойових діях Першої світової війни.

## Перша світова війна та повоєнні роки

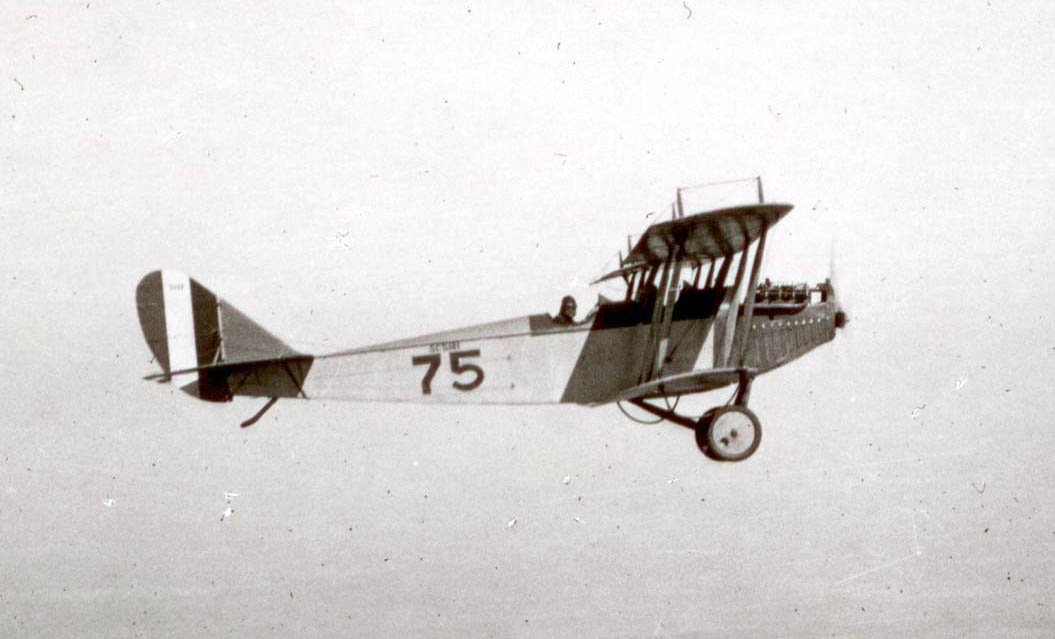
Curtiss JN-4 (Jenny) у тренувальному польоті під час Першої світової війни

У 1916 році наблизився вступ США у бойові дії. Армія США замовила простий, легкий у керуванні навчальний літак. Кертісс створив JN-4 «Jenny» для армії і його версію для флоту — гідролітак N-9. Цей літак став одним з навідоміших продуктів компанії Кертісса, тисячі одиниць якого були придбані збройними силами США, Канади і Великої Британії. Попит на літаки з боку цивільних і військових структур швидко зростав, що привело до створення 18000 робочих місць в Буффало та 3000 — у Гаммондспорті.
В 1917 Флот США замовив у Кертісса проект чотиримоторного літального апарата далекого радіуса дії з екіпажем у п'ять осіб. Цей літак став відомим як NC-4. Повоєнний спад замовлень призвів до значного скорочення на заводах Кертісса, і Гленн Кертісс зайнявся технічним удосконаленням своїх моделей. Світовий попит на все крупніші гідролітаки залишався основним джерелом для існування компанії Кертісса у міжвоєнний період.
Двічі гідролітаки Кертісса вигравали Кубок Шнейдера, у 1923 і у 1925 роках.
Пілотований лейтенантом збройних сил США Кірасом Беттісом «Curtiss R3C» виграв перегони за приз Пулітцера 12 жовтня 1925, максимальна швидкість становила 400,6 км/год. Тринадцять днів по тому Джиммі Дуліттл виграв Кубок Шнейдера на тому ж гідролітаку. Дуліттл пройшов дистанцію з максимальною швидкістю 374 км/год.

## Завершення патентних спорів
Судовий процес стосовно патенту братів Райт тривав декілька років, поки не було прийняте судове рішення на користь останніх уже під час Першої світової війни, після виходу Орвілла Райта з бізнесу й переходу його компанії на виробництво двигунів. Останній літак братів Райт, «Модель L», був єдиним дослідним зразком «развідувального» літака, побудованим у 1916.
У 1917 році два головних власники патентів — компанія «Райт» і компанія «Кертіс» — займаючись судовою тяганиною, фактично перешкодили будівництву нових літаків, які були надзвичайно необхідними у зв'язку із втягуванням Сполучених Штатів до участі у Першій світовій війні. Уряд США за рекомендацією комітету, утвореного Франкліном Д. Рузвельтом, а потім помічником секретаря ВМФ, зобов'язав промисловців створити ліцензійну організацію (іншими словами — патентний пул), під егідою Асоціації виробників літаків.
Усі виробники літаків повинні були приєднатися до асоціації, і кожен учасник мав сплачувати порівняно невелику плату (за використання авіаційних патентів) з кожного виготовленого літака на користь компаній «Wright-Martin» та «Curtiss» аж до закінчення терміну дії відповідного патенту. Ця угода укладалась лише на період війни, але після 1918 року судові тяжби уже не поновлювались.
У 1917 році уряд США уклав великий і прибутковий контракт з Кертіссом на виробництво літаків для армії, але через настання миру контракт був скасований. У вересні 1920-го компанія «Curtiss Aeroplane and Motor Company» пройшла фінансову реорганізацію. Гленн Кертісс перевів у готівку свої акції в компанії на суму 32 мільйони доларів. Він продовжував обіймати посаду директора, на ділі виконуючи функції радника з конструювання. Контроль над компанією отримав Клемент М. Кіс (англ. Clement M. Keys), і згодом «Curtiss Aeroplane and Motor Company» стала ядром великої групи авіакомпаній.
«Wright Aeronautical», правонаступник «Wright-Martin», об'єдналась з «Curtiss Aeroplane and Motor Company» 5 липня 1929 року, нова компанія отримала назву «Curtiss-Wright» незадовго до смерті Гленна Кертісса.

## Смерть
Кертісс помер у 1930 році в Баффало від ускладнень після видалення апендикса, й був похований у Гаммондспорті (штат Нью-Йорк).

## Хронологія важливих дат і подій життя
- 1878 Народився у Гаммондспорті, Нью-Йорк
- 1898 Одружився з Леною Пірл Нефф
- 1900 Велосипедна мануфактура «Геркулес»
- 1901 Конструювання мотоциклів і мотоперегони
- 1903 Чемпіон США з мотоспорту
- 1904 Політ з Томасом Скоттом Болдуїном на його дирижаблі
- 1904 Світовий рекорд швидкості
- 1905 Створення «G.H. Curtiss Manufacturing Company, Inc.»
- 1905 Встановлення світових рекордів на дистанціях 1, 2 та 3 милі на мотоциклі
- 1906 Отримання замовлення від братів Райт на авіаційний двигун
- 1907 Початок робіт над створенням літака у Александера Грема Белла
- 1907 Встановив світовий рекорд швидкості на мотоциклі 124,9 км/год
- 1907 Встановив світовий рекорд швидкості на мотоциклі з двигуном V8 219,45 км/год
- 1908 Перший політ на дирижаблі армії США як військовий інженер
- 1908 Перші польоти літака з елеронами
- 1908 Провідний конструктор і пілот «June Bug» з 4 липня
- 1909 Збудував і продав перший приватний літак у США
- 1909 Встановив світовий рекорд швидкості на літаку 74,8 км/год у Реймсі (Франція)
- 1909 Перший ліцензований авіавиробник у США.
- 1909 Створена перша льотна школа у США й проведені перші авіашоу
- 1910 Рекордний за довжиною переліт з Олбані до Нью-Йорка (240 км)
- 1910 Перше навчальне бомбометання на озері Кеука
- 1910 Кертісс вперше застосував вогнепальну зброю на літаку
- 1910 Перший радіозв'язок з літаком, пілотований Кертіссом
- 1910 Навчання Бланш Стюарт Скотт, першої жінки-пілота у США
- 1910 Перший успішний старт з військового корабля (Юджин Елі, на літаку конструкції Кертісса)
- 1911 Перша посадка на палубу корабля (Юджин Елі, на літаку конструкції Кертісса)
- 1911 Ліцензія пілота № 1, за польоти на «June Bug»
- 1911 Патент на елерони
- 1911 Розроблено перший успішний гідролітак у США
- 1911 Гідроплан «A-1 Triad» придбаний Флотом США (перший літак на Флоті США)
- 1911 Уперше застосоване подвійне керування у літаку
- 1911 Сконструйоване шасі для гідроплана
- 1911 Продано перший літак для армії США 27 квітня
- 1912 Сконструйовано й випробувано перший «літаючий човен» на озері Кеука
- 1914 Розпочато виробництво «Jennys» та інших моделей літаків і гідролітаків
- 1919 Гідролітак «Curtiss NC-4» перетнув Атлантику
- 1919 Розпочате приватне виробництво літаків з Oriole
- 1921 Передача тренувального аеродрому у розпорядження Флоту США
- 1928 Заснування «Curtiss Aerocar Company» в Опа-лока (Флорида)
- 1930 Смерть в Баффало